# Đường cao tốc S5 (Ba Lan)
Đường cao tốc S5 (tiếng Ba Lan: droga ekspresowa S5) là con đường cao tốc ở Ba Lan đã được lên kế hoạch chạy dọc theo tuyến đường Ostróda - Grudziądz - Bydgoszcz - Poznań - Wrocław. Tính đến tháng 6 năm 2012, khoảng 80 km (50 mi)     của con đường đã được hoàn thành (chưa phải tất cả đều được đánh dấu là đường S5; 22 km (14 mi) phần đường này chia sẻ tuyến đường với đường cao tốc A2; hai phần của tổng chiều dài 10,5 km là đường đơn và chúng sẽ được cải tạo thành đường hai làn), trên tổng chiều dài dự kiến khoảng 400 km (250 mi).
Việc xây dựng con đường nhận được ưu tiên hơn sau khi Ba Lan đã được lựa chọn là một trong những chủ nhà của Giải vô địch bóng đá Euro 2012, vì nó sẽ đóng vai trò như một kết nối trực tiếp giữa ba trong số bốn thành phố Ba Lan tổ chức các trận đấu: Poznań, Wrocław và (một phần) Gdańsk. Tuy nhiên, kế hoạch hoàn thành toàn bộ con đường trước khi giải vô địch diễn ra là quá lạc quan và chỉ có một đoạn giữa đường cao tốc A2 và Gniezno được hoàn thành vào thời điểm đó. 35 km (22 mi) đường đã được mở vào ngày 4 tháng 6 năm 2012. Phần này của đường cao tốc S5 đóng vai trò là đường tránh phía đông của Poznań.
Các phần khác của con đường là đường tránh Swiecie (14 km), đường vòng của Szubin (5 km, đường đơn) và đường vòng của Śmigiel (5,5 km, đường đơn).
Kể từ tháng 12 năm 2017, toàn bộ phần đường cao tốc S5 giữa Leszno và Wrocław đã hoàn tất và mở cửa cho giao thông
Vào tháng 10 năm 2015, đường cao tốc đã được mở rộng từ ngã ba Nowe Marzy (gần Grudziądz) đến Ostróda. Vào tháng 11 năm 2015, các hợp đồng đã được ký kết cho việc xây dựng phần đường Gniezno-Grudziadz, tổng cộng khoảng 150 km. Vào tháng 5 năm 2017, phần đường S5 kéo dài từ cuối đường tránh phía đông Poznań đến phía bắc Gniezno đã mở cửa cho giao thông, do đó chuyển hướng phần lớn lưu lượng giao thông xa khỏi Gniezno.